# Coronariografia
La coronariografia és un procés de diagnòstic per imatge la funció de la qual és l'estudi dels vasos sanguinis que nodreixen al miocardi (múscul cardíac) que no són visibles mitjançant la radiologia convencional. Aquesta tècnica es basa en l'administració per via intravascular d'un contrast radiològic (és una tècnica invasiva). Els rajos X no poden travessar el contrast per això es mostra en la placa radiogràfica la morfologia de les artèries així com els seus diferents accidents vasculars, èmbols, trombes, aneurismes i estenosis.

## Cateterisme
El cateterisme cardíac és el sistema que habitualment es fa servir per realitzar una coronariografia. S'introdueix un catèter, generalment en una artèria femoral o en el braç, el catèter passa per l'aorta fins a arribar al cor. Des d'allà el catèter és dirigit cap a una de les artèries coronàries, després s'injecta una substància de contrast, que resultarà opaca als rajos X, i permetrà observar els llocs on hi ha isquèmia o una obstrucció.
La imatge radiogràfica permet apreciar els possibles estrenyiments del pas de la sang o l'obstrucció d'una artèria coronària. Actualment existeixen tècniques basades en la Tomografia computada (TC) que permeten obtenir una imatge en tres dimensions del cor i els seus vasos sanguinis, coneixent el seu estat exacte i com es troben. Aquesta tècnica permet una valoració de pronòstic molt més encertada que la coronariografia convencional.